# ایلونا سکاچ
ایلونا سِـکاچ (انگلیسی: Ilona Sekacz؛ زادهٔ ۶ آوریل ۱۹۴۸) آهنگساز و موسیقی‌دان اهل بریتانیا است.
از فیلم‌ها یا مجموعه‌های تلویزیونی که وی در آن‌ها نقش داشته‌است، می‌توان به آنتونیا، نزدیکی صمیمانه و فروید اشاره نمود.